# Anabel Ferreira
Anabel Ferreira Batiz (Ciudad de México, México, 26 de septiembre de 1964) es una actriz mexicana. Desde 1988 a 1996, su programa ¡Anabel! alcanzó la fama internacional durante 8 años ininterrumpidos al aire.

## Filmografía

### Televisión
- Un buen divorcio (2024) ... Rosita Andazola de Rionda
- Un día para vivir (2022) ... Doña Mary
- Los hermanos Salvador (2022)
- Rutas de la vida (2022)
- Él & Elle (2020) ... Mamá
- Historia de un crimen: La busqueda (2020) ... Rosa
- Se rentan cuartos (2019-2022) ... Regina de la Garza, Mamá de Graciela
- La casa de las flores (2019) ... Celeste
- Tijuana (2019) ... Rosalba Cifuentes
- El Albergue (2012) ... Angela Cristina Mejía
- Soy tu dueña (2010) ... Amparo
- Adictos (2009)
- Desde Gayola (2005) ... Martha Ivón
- Te sigo amando (1996) ... Beatriz
- Anabel (1988-1996)
- Senda de gloria (1987) ... Nora Álvarez
- Principessa (1984-1986) ... Adriana
- Cuando los hijos se van (1983) ... Hilda Mendoza
- ¡¡Cachún Cachún Ra Ra!! (1981) …. Anabelle
- Una limosna de amor (1981) ... Paty

### Teatro
- Mame
- El otro lado
- Ella es Doris
- Toc Toc
- El huevo de Pascua
- Demasiados para una noche
- La libélula
- Hay que matar a Tony
- El dinero me da risa
- ‘’Que no se entere el presidente’’
- ‘’ Extraños en un tren’’
- ‘‘Hermanas’’

### Programas de televisión
- Súper vacaciones (1979)
- Antojitos mexicanos (1983)
- Esta noche se improvisa (1987)
- Que lío con este trío (1986)
- Festival del Humor (1997)
- Buenas noches con Anabel Ferreira (1999)
- Comedy Central Roast (2013)
- MasterChef Celebrity México (2025)

### Cine
- Perdida (2019) ... Gladis Montenegro
- Todo@s caen(2019) ... Anabel
- Recuperando a mi ex(2018) ... Act. Especial
- Si Yo Fuera Tú (2018) ... Teresa
- Paraíso (2013) .... Carito
- Tercera llamada  (2013) ... Georgina Barros "La Productora"
- No sé si cortarme las venas o dejármelas largas (2013) ... Mamá de Lucas
- Padre Pro (2007) ... "La Golondrina"
- Coralia; una boda y siete funerales (1995) ... Coralia
- Niños sobre pedido (1987)

## Premios y nominaciones

### Premios TVyNovelas
| Año  | Categoría               | Trabajo  | Resultado |
| ---- | ----------------------- | -------- | --------- |
| 1994 | Mejor actriz de comedia | ¡Anabel! | Nominada  |
| 1993 | Mejor actriz de comedia | ¡Anabel! | Ganadora  |
| 1992 | Mejor actriz de comedia | ¡Anabel! | Ganadora  |
| 1991 | Mejor actriz de comedia | ¡Anabel! | Ganadora  |
| 1990 | Mejor actriz de comedia | ¡Anabel! | Ganadora  |
| 1989 | Mejor actriz de comedia | ¡Anabel! | Ganadora  |